# Termosfera
Termosfera je najveći sloj u Zemljinoj atmosferi između mezosfere i egzosfere. Nalazi se na visini 90-500 km. Temperatura u termosferi raste do čak 1500°C radi ionizacije zraka (atomi u zraku postaju ioni zbog djelovanja Sunčevog zračenja). Sloj u kojem se nalazi ionizirani zrak zove se ionosfera. U termosferi je zrak izrazito rijedak, tako da se značajke atmosfere vrlo slabo osjete (najveći dio se nalazi iznad Kármánove crte na visini od 100 km na kojoj se smatra da počinje svemir). Međunarodna svemirska postaja ima stabilnu putanju u termosferi, negdje između 320 km i 380 km. Polarna svjetlost se javlja u termosferi.
U termosferi, na tim velikim visinama, ostaci atmosferskih plinova se raspoređuju slojevito, prema molekularnim masama. Temperatura se povećava s visinom i znatno ovisi o Sunčevoj aktivnosti. Ionizirane čestice u termosferi omogućuju prijenos radio valova na velike udaljenosti.
Iako temperatura tih razrijeđenih plinova u termosferi može narasti i do 2500°C, ne može se osjetiti ta vrućina, zato što je tlak skoro kao u vakuumu i nema dovoljno sudaranja atoma i molekula, da bi se mogao ostavariti prijenos topline. Normalni termometar bi očitavao temperature daleko ispod 0 °C. Atmosferski sloj na visini od 120 km smatra se granicom rasipanja svjetlosti koja određuje boju neba. Iznad te visine nebo se čini sasvim crno. U slojevima iznad 160 km, vlada vječna tišina, jer se zvuk ne rasprostire na daljinu. Smatra se da prilike u termosferi djelomično odgovaraju uvjetima koji vladaju u svemiru. Dio Zemljine atmosfere zaključno s termosferom u kojemu se slojevi određuju na osnovi promjena tempetarure prema visini naziva se još i unutrašnja sfera. Iznad nje počinje vanjski dio atmosfere - egzosfera.